# Cyprus op het Eurovisiesongfestival 2004

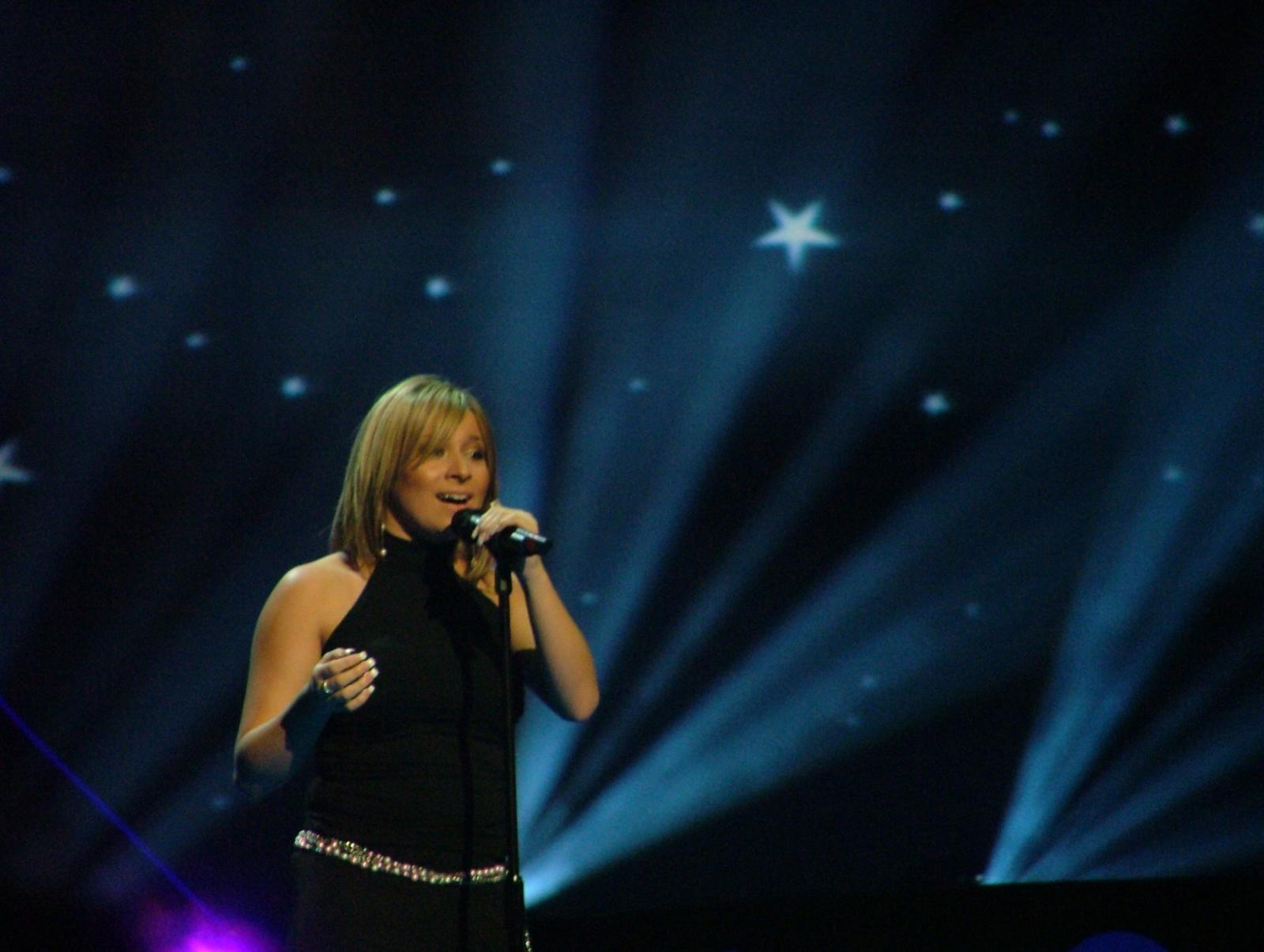
Lisa Andreas zingt op het Eurovisiesongfestival 2004

Cyprus nam deel aan het Eurovisiesongfestival 2004 in Istanboel, Turkije. Het was de 22ste deelname van het land op het Eurovisiesongfestival. De CyBC was verantwoordelijk voor de Cypriotische bijdrage voor de editie van 2004.

## Selectieprocedure
In tegenstelling tot hun deelname in 2003 koos de nationale omroep dit jaar voor een nationale finale.
De finale vond plaats op 17 februari 2004 en werd gepresenteerd door Loukas Hamatsos.
In totaal deden er 10 artiesten mee aan deze finale en de winnaar werd gekozen door een jury (40%) en televoting (60%)

## In Istanboel
In Turkije trad Cyprus als veertiende van 22 landen aan, net na Albanië en voor Macedonië. Het land behaalde een vijfde plaats met 149 punten, wat ruimschoots volstond om de finale te halen.
Men ontving 2 keer het maximum van de punten.
België en Nederland hadden respectievelijk 6 en 10 punten over voor deze inzending.
In de finale moest men aantreden als eenentwintigste van 24 landen aan, net na Verenigd Koninkrijk en voor Turkije. Het land behaalde een vijfde plaats met 170 punten, wat tot dan toe de beste prestatie is van het land op het festival.
Ook mocht men rechtstreeks aantreden in de finale van het Eurovisiesongfestival 2005.
Men ontving 1 keer het maximum van de punten.
België en Nederland hadden respectievelijk 4 en 8 punten over voor deze inzending.

### Gekregen punten

#### Halve Finale
| 12 punten                      | 10 punten                          | 8 punten                                          | 7 punten                                   | 6 punten                                      |
| ------------------------------ | ---------------------------------- | ------------------------------------------------- | ------------------------------------------ | --------------------------------------------- |
| - Griekenland - Monaco         | - Nederland - Verenigd Koninkrijk  | - Ierland - IJsland                               | - Finland - Oekraïne                       | - België - Estland - Oostenrijk - Wit-Rusland |
| 5 punten                       | 4 punten                           | 3 punten                                          | 2 punten                                   | 1 punt                                        |
| - Denemarken - Malta - Turkije | - Duitsland - Litouwen - Noorwegen | - Israël - Letland - Portugal - Slovenië - Zweden | - Andorra - Kroatië - Servië en Montenegro | - Roemenië - Spanje - Zwitserland             |

#### Finale
| 12 punten              | 10 punten                                                             | 8 punten                                                       | 7 punten                    | 6 punten                                     |
| ---------------------- | --------------------------------------------------------------------- | -------------------------------------------------------------- | --------------------------- | -------------------------------------------- |
| - Griekenland          | - Ierland - IJsland - Verenigd Koninkrijk                             | - Duitsland - Nederland - Wit-Rusland                          | - Estland - Finland - Malta | - Denemarken - Oostenrijk - Rusland - Zweden |
| 5 punten               | 4 punten                                                              | 3 punten                                                       | 2 punten                    | 1 punt                                       |
| - Frankrijk - Litouwen | - Andorra - België - Kroatië - Letland - Noorwegen - Polen - Oekraïne | - Israël - Portugal - Roemenië - Servië en Montenegro - Spanje | - Monaco - Zwitserland      | - Slovenië - Turkije                         |

### Punten gegeven door Cyprus

#### Halve Finale
Punten gegeven in de halve finale:
| 12 punten | Griekenland          |
| 10 punten | Servië en Montenegro |
| 8 punten  | Oekraïne             |
| 7 punten  | Litouwen             |
| 6 punten  | Finland              |
| 5 punten  | Nederland            |
| 4 punten  | Monaco               |
| 3 punten  | Denemarken           |
| 2 punten  | Israël               |
| 1 punt    | Albanië              |

#### Finale
Punten gegeven in de finale:
| 12 punten | Griekenland          |
| 10 punten | Servië en Montenegro |
| 8 punten  | Oekraïne             |
| 7 punten  | Spanje               |
| 6 punten  | Rusland              |
| 5 punten  | Zweden               |
| 4 punten  | Turkije              |
| 3 punten  | Roemenië             |
| 2 punten  | Polen                |
| 1 punt    | België               |

1981 · 1982 · 1983 · 1984 · 1985 · 1986 · 1987 · 1988 · 1989 · 1990 · 1991 · 1992 · 1993 · 1994 · 1995 · 1996 · 1997 · 1998 · 1999 · 2000 · 2001 · 2002 · 2003 · 2004 · 2005 · 2006 · 2007 · 2008 · 2009 · 2010 · 2011 · 2012 · 2013 · 2014 · 2015 · 2016 · 2017 · 2018 · 2019 · 2020 · 2021 · 2022 · 2023 · 2024 · 2025